# ISO 3166-2:AL
ISO 3166-2:AL désigne la partie de la norme ISO 3166-2 qui concerne l’Albanie. Cette norme, édictée par l'Organisation internationale de normalisation, permet de désigner les principales subdivisions administratives du pays par un code en quelques chiffres et/ou lettres complétant le code ISO 3166-1 du pays.
Il existe un seul niveau désignant les comté (en albanais :qark). Les dénominations officielles sont en albanais. Il existait jusqu'en 2015 une codification pour les districts, supprimés lors dela réforme administrative du 31 juillet 2014,

## Comté ou Préfectures

Les comtés d'Albanie

| Code ISO 3166-2 | Provinces en albanais |
| --------------- | --------------------- |
| AL-01           | Berat                 |
| AL-09           | Dibër                 |
| AL-02           | Durrës                |
| AL-03           | Elbasan               |
| AL-04           | Fier                  |
| AL-05           | Gjirokastër           |
| AL-06           | Korçë                 |
| AL-07           | Kukës                 |
| AL-08           | Lezhë                 |
| AL-10           | Shkodër               |
| AL-11           | Tiranë                |
| AL-12           | Vlorë                 |

## Liste des anciens districts
La norme ISO avait codifié la subdivision de niveau 2 avec 36 districts (en sq :rreth)
```
AL-BR  
District de Berat
          (dans la 
préfecture de Berat
)             01
AL-BU  
District de Bulqizë
        (dans la 
préfecture de Dibër
)             09
AL-DL  
District de Delvinë
        (dans la 
préfecture de Vlorë
)             12
AL-DV  
District de Devoll
         (dans la 
préfecture de Korçë
)             06
AL-DI  
District de Dibër
          (dans la 
préfecture de Dibër
)             09
AL-DR  
District de Durrës
         (dans la 
préfecture de Durrës
)            02
AL-EL  
District d'Elbasan
         (dans la 
préfecture d'Elbasan
)            03
AL-FR  
District de Fier
           (dans la 
préfecture de Fier
)              04
AL-GR  
District de Gramsh
         (dans la 
préfecture d'Elbasan
)            03
AL-GJ  
District de Gjirokastër
    (dans la 
préfecture de Gjirokastër
)       05
AL-HA  
District de Has
            (dans la 
préfecture de Kukës
)             07
AL-KA  
District de Kavajë
         (dans la 
préfecture de Tirana
)            11
AL-ER  
District de Kolonjë
        (dans la 
préfecture de Korçë
)             06
AL-KO  
District de Korçë
          (dans la 
préfecture de Korçë
)             06
AL-KR  
District de Krujë
          (dans la 
préfecture de Durrës
)            02
AL-KC  
District de Kuçovë
         (dans la 
préfecture de Berat
)             01
AL-KU  
District de Kukës
          (dans la 
préfecture de Kukës
)             07
AL-KB  
District de Kurbin
         (dans la 
préfecture de Lezhë
)             08
AL-LE  
District de Lezhë
          (dans la 
préfecture de Lezhë
)             08
AL-LB  
District de Librazhd
       (dans la 
préfecture d'Elbasan
)            03
AL-LU  
District de Lushnjë
        (dans la 
préfecture de Fier
)              04
AL-MM  
District de Malësi e Madhe
 (dans la 
préfecture de Shkodër
)           10
AL-MK  
District de Mallakastër
    (dans la 
préfecture de Fier
)              04
AL-MT  
District de Mat
            (dans la 
préfecture de Dibër
)             09
AL-MR  
District de Mirditë
        (dans la 
préfecture de Lezhë
)             08
AL-PQ  
District de Peqin
          (dans la 
préfecture d'Elbasan
)            03
AL-PR  
district de Përmet
         (dans la 
préfecture de Gjirokastër
)       05
AL-PG  
District de Pogradec
       (dans la 
préfecture de Korçë
)             06
AL-PU  
District de Pukë
           (dans la 
préfecture de Shkodër
)           10
AL-SR  
District de Sarandë
        (dans la 
préfecture de Vlorë
)             12
AL-SK  
District de Skrapar
        (dans la 
préfecture de Berat
)             01
AL-SH  
District de Shkodër
        (dans la 
préfecture de Shkodër
)           10
AL-TE  
District de Tepelenë
       (dans la 
préfecture de Gjirokastër
)       05
AL-TR  
District de Tiranë
         (dans la 
préfecture de Tirana
)            11
AL-TP  
District de Tropojë
        (dans la 
préfecture de Kukës
)             07
AL-VL  
District de Vlorë
          (dans la 
préfecture de Vlorë
)             12
```

## Mises à jour
Historique des changements
- 2002-05-21 : ISO 3166-2:2002-05-21 bulletin no I-2
- 2004-03-08 : ISO 3166-2:2004-03-08 bulletin no I-6
- 2010-02-03 : ISO 3166-2:2010-02-03 bulletin no II-1
- 2010-02-19 : Ajout du préfixe au premier niveau
- 2014-04-03 : Séparation des variantes des noms locaux par un point virgule
- 2015-11-27 : Changement de la catégorie de subdivision remplacer préfecture par comté en français ; suppression de tous les districts; mise à jour de la Liste Source
- 2020-11-24 : Correction du Code Source